# Leon Hollenderski
Leon Hollenderski lub Léon Löb Ben Dawid Hollaenderski (ur. w 1808 w Wisztyńcu, zm. 20 grudnia 1878 w Paryżu) – działacz polityczny i polsko-żydowski pisarz tworzący w języku polskim i francuskim. Przed emigracją zajmował się także drukarstwem oraz sprzedażą książek.

## Życiorys
Edukację odbył w Królewcu, a po powrocie do Wisztyńca został mianowany tłumaczem w sądzie w Suwałkach. W 1835 założył pierwszy w Augustowskiem zakład litograficzny. Oprócz tego otworzył księgarnię oraz czytelnię. Wśród zgromadzonych w niej książek znajdowały się również zakazane przez ówczesną władzę polskie dzieła, które wydano w zaborze pruskim i austriackim, a także na emigracji. Poparcie Hollenderskiego dla niepodległościowych dążeń Polaków przykuło uwagę rosyjskiego rządu. W 1843 roku – po tym, jak został zadenuncjowany, a jego majątek skonfiskowano – udał się do Paryża. Tam, dzięki rekomendacji François Arago, otrzymał stanowisko w jednym z biur linii kolejowych. Czas wolny przeznaczał na twórczość literacką, dzięki której zasłynął jako filozof, moralista, historyk i bibliograf.

## Twórczość
Po przybyciu do Francji Hollenderski przyłączył się do środowisk związanych z Wielką Emigracją. Wśród poznanych przez niego osób znaleźli się m.in. Antoni Ostrowski, Jan Czyński i Joachim Lelewel. Twórczość tego ostatniego stanowiła inspirację dla Hollenderskiego. Do jego najczęściej przywoływanych dzieł należała książka Les Israèlites de Pologne z 1846 roku. Hollenderski opisał w niej historię Żydów w Polsce od czasów pierwszych Piastów, aż po współczesność. Ponadto zarzucił katolickiemu duchowieństwu m.in. wpływanie na proces alienacji żydowskiej części społeczeństwa. Odniósł się również do położenia Żydów w okresie powstania listopadowego. W Les Israèlites de Pologne Hollenderski poruszył także kwestie związane z religijnym aspektem życia swoich rodaków. Jego krytyczne uwagi na temat talmudystów oraz mesjanizmu żydowskiego, które pojawiały się również w innych dziełach, wzbudziły antypatię ortodoksyjnych Żydów.
W trakcie Wiosny Ludów w 1848 roku Hollenderski wystosował dwa apele. Pierwszy z nich skierował do ludności żydowskiej, drugi natomiast do polskiej. Zachęcił w nich do zjednoczenia sił w walce z rosyjskim zaborcą. Dał również wyraz swoim nadziejom na uzyskanie przez Polaków niepodległości.
W drugiej połowie lat 50. XIX w. Hollenderski odszedł z szeregów emigrantów zabiegających o uzyskanie przez Polskę niepodległości. Przyczyną tego było obarczenie Żydów galicyjskich przez owe środowiska częściową odpowiedzialnością za niepowodzenie powstania krakowskiego w 1846 roku. W roku 1865, w napisanym w języku angielskim dziele The History of the Israelites of Poland, zwrócił uwagę na nikły entuzjazm dla procesu emancypacji Żydów w okresie polskich dążeń niepodległościowych.
Dorobek literacki Leona Hollenderskiego obejmował nie tylko dzieła o charakterze politycznym. Wśród licznych publikacji znalazł się również m.in. słownik hebrajsko-francuski oraz traktat o grze w szachy przełożony ze średniowiecznego hebrajskiego na język francuski. U schyłku swego życia Hollenderski „zbliżył się do Alliance Israélite Universelle; publikował w jego organie Archives Israélites”. Oprócz tego popierał koncepcję powołania do życia Legionu Żydowskiego, której autorem był sam Adam Mickiewicz.

## Dzieła
Inne dzieła:
- Trilogie philosophique et populaire (Paryż, 1850)
- L’homme moral, materiel politique et religieux, trilogie populaire et philosophique (Paryż, 1854)
- Mémoire sur la situation des Israelites en Pologne (Paryż, 1858)
- Moschek (Paryż, 1859)
- Discours aux jeunes filles pronounces à l’Ecole gratuite de Bell-Lane à Londres par une protectrice de cet etablissement, traduction française (Paryż, 1861)
- Méditations d’un proscrit polonais (Paryż, 1861)
- Okólnik z okazyi otwarcia kawiarni polskiéj pod Orłem białym i Pogonią litewską (Paryż, 1861), tłumaczenie Delices royales ou le jeu des échecs, son histoire, ses règles et sa valeur morale (Paryż, 1864)
- A la memoire du baron James de Rothschild (Paryż, 1869)
- La liberté du Franc-Maçon en France (Saint-Denis, 1869)
- Dix-huit siècles de préjugés chrétiens. Précédé d’une letter approbative par M. Ad. Crémieux avocat (Paryż, 1869)